# Carmí (colorant)

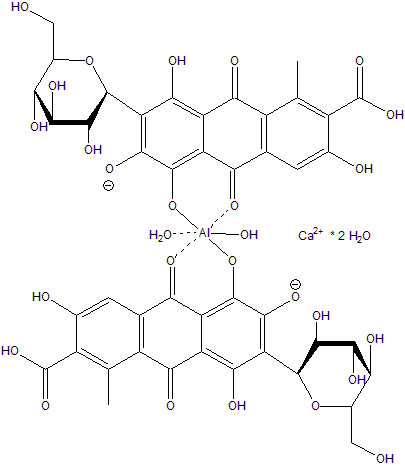
Carmí
El carmí, també anomenat grana cotxinilla, vermell natural 4, crimson lake, C.I. 75470 o E120, és un colorant natural produït per alguns insectes de la superfamília Coccoidea com pot ser, per exemple, la cotxinilla. No s'ha de confondre amb el vermell cotxinilla, un colorant azoic sintètic de codi E124.

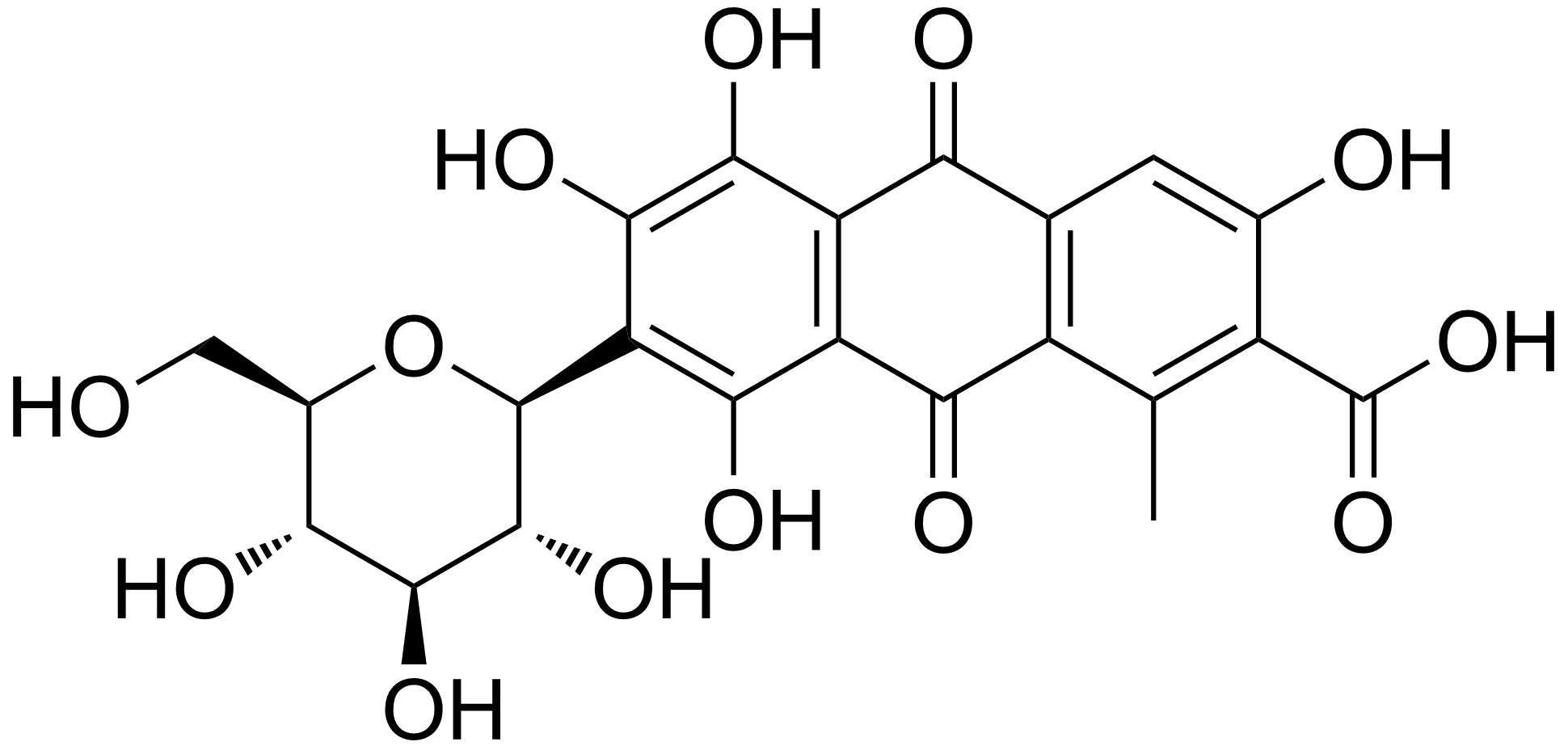
àcid carmínic - origen del colorant.

El colorant s'obté de les femelles dels insectes assecades. En segles passats havia estat molt cultivat a les illes Canàries sobre el cactus figuera de moro (Opuntia).
Es fa servir en la fabricació de flors artificials, pintures, llapis de llavis, altres cosmètics, additius alimentaris i la tinta.

## Producció del colorant

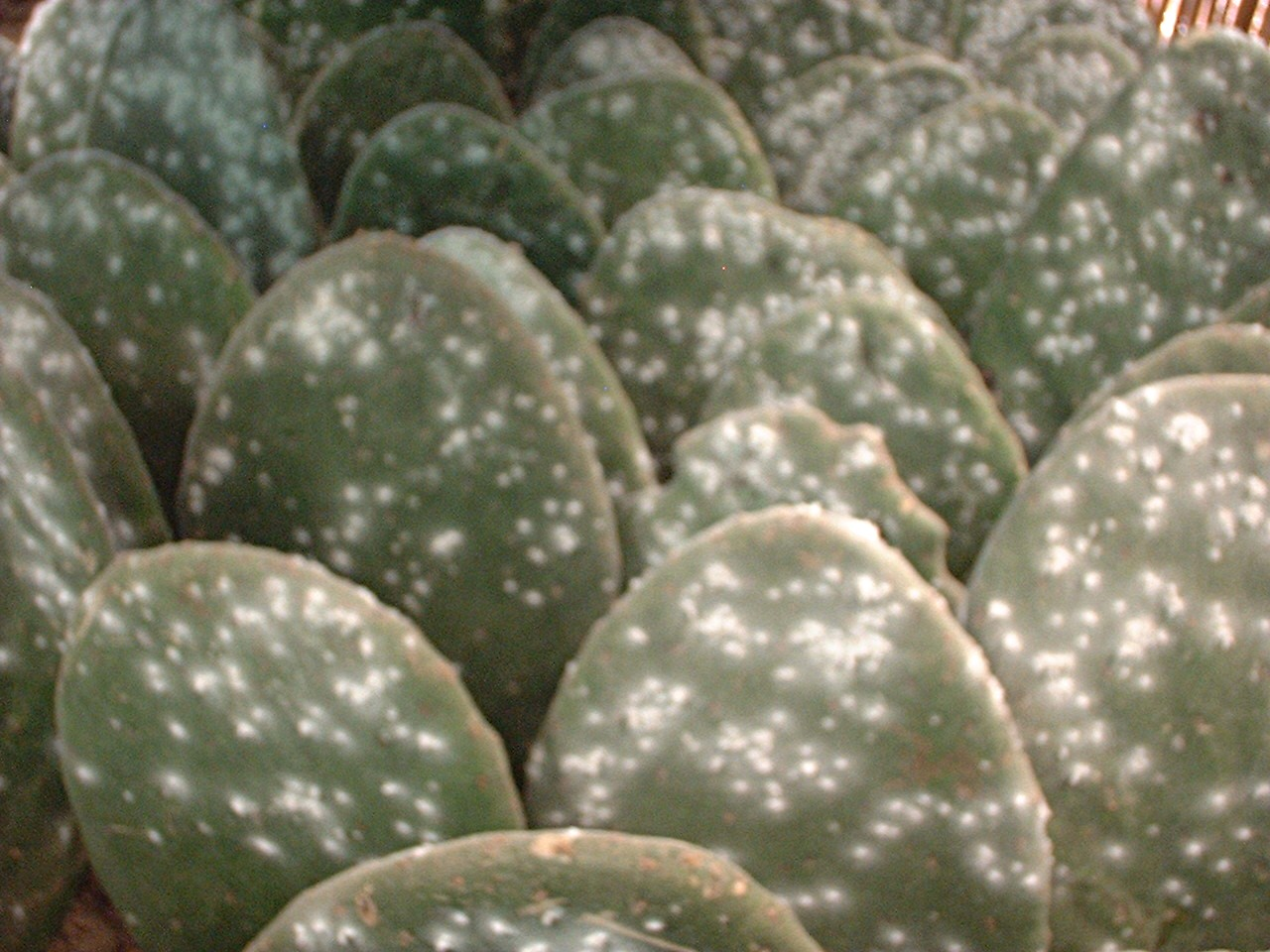
Cultiu de cotxinilla a Oaxaca (Mèxic).

El carmí es prepara normalment a partir de l'insecte Dactylopius coccus, mitjançant la cocció dels insectes dins l'aigua un cop estan assecats i d'ells s'obté l'àcid carmínic que es fa precipitar amb diversos àcids (KC₄H₅O₆).
La qualitat del carmí es pot veure afectada per la temperatura i el grau d'il·luminació. Per tant, quan es prepara cal que hi hagi Sol per obtenir una tonalitat brillant.

## Reaccions al·lèrgiques
En alimentació es fa servir en molts productes com sucs, gelats, iogurts i caramels i algunes persones poden presentar al·lèrgia Els vegans no en consumeixen, tampoc jueus ni musulmans (no és halal).

## Biografia
- Amy Butler Greenfield – A Perfect Red: Empire, Espionage, and the Quest for the Color of Desire, Harper Collins, 2005. ISBN 0-06-052275-5